# Елини
Елини (итал. Elini) је насеље у Италији у округу Нуоро, региону Сардинија.
Према процени из 2011. у насељу је живело 384 становника. Насеље се налази на надморској висини од 476 м.

## Становништво
| 1936. | 1951. | 1961. | 1971. | 1981. | 1991. | 2001. | 2011. |
| ----- | ----- | ----- | ----- | ----- | ----- | ----- | ----- |
| 501   | 510   | 523   | 494   | 494   | 526   | 553   | 550   |